# Квартет (басня)
«Квартет» — басня И. А. Крылова, написанная раньше апреля 1811 года, впервые изданная в 1811 году в сборнике «Новые басни».

## Сюжет
Сюжет басни строится вокруг четырёх животных: Мартышки, Осла, Козла и Медведя, которые решили создать музыкальный квартет. Они берут разные музыкальные инструменты и начинают одновременно на них играть, но как ни стараются, у них ничего не выходит. Тогда Мартышка предполагает, что они просто не так сидят, а если пересесть правильно, всё получится. Но снова ничего не получается. Тогда Осёл предлагает сесть ближе — снова не получается. Животные начинают спорить, как же можно так сесть, чтобы сыграться. На шум прилетает Соловей, который и является гласом морали. Он говорит, что для игры на инструментах нужны не только ноты и сами инструменты, но музыкальный слух и навык игры.
Завершающие басню строки: «А вы, друзья, как ни садитесь, Всё в музыканты не годитесь» стали крылатым выражением.

## Критика
В. Г. Белинский относит эту басню ко второму разряду басен Крылова, в которых моральное более выражено, чем поэтическое.
Современники баснописца предполагали, что Крылов в данной басне высмеивает управляющих четырёх департаментов Государственного Совета, которые не могли согласовать свои усилия по сотрудничеству, либо, что он высмеивает председателей по заседаниям литературного кружка «Беседа любителей русского слова», которых тоже было четверо.

## Адаптация
- Мультфильм «Квартет» 1935 года
- Мультфильм «Квартет» 1947 года

## Архитектура
- Памятник И. А. Крылову на Патриарших прудах в Москве. Вблизи статуи расположены скульптурные композиции, которые посвящены двенадцати известным басням, в том числе басне «Квартет». Точный адрес: г. Москва, ул. Малая Бронная, 34, сквер.
- Памятник И. А. Крылову|Памятник И. А. Крылову в Летнем саду в Санкт-Петербурге. Пьедестал трёхметровой скульптуры украшен бронзовыми фигурами-персонажами басен, в том числе квартетом животных. Скульптор П. К. Клодт. Точный адрес: г. Санкт-Петербург, Набережная Кутузова, Летний сад
- Памятник И. А. Крылову в городе Тверь. В ансамбль памятного комплекса входят горельефы с изображением сюжетов басен, в том числе басни «Квартет». Над памятником работали скульпторы Сергей Шапошников, Дмитрий Горлов и Николай Донских. Точный адрес: г. Тверь, наб. Реки Тьмаки, д. 31